# Mennyei teremtmények
A Mennyei teremtmények  (eredeti angol címe: Heavenly Creatures) Peter Jackson első, a legjobb forgatókönyv kategóriájában Oscar-díj jelölést kivívott, nagyobb volumenű alkotása a Hullajót követően.

## Történet
Pauline és Juliet az új-zélandi Christchurch-ben élnek. Az iskolában barátkoznak össze, és a köztük lévő társadalmi különbség ellenére elválaszthatatlan barátnők lesznek. Juliet angol és jól szituált, Pauline rosszul öltözött és szülei mindennapos gondjai lehúzzák nagyratörő álmait. Ketten együtt elhatározzák, hogy izgalmas regényeket írnak, s közben egyre mélyebbre merülnek a képzelet világába. Amikor a szülőknek feltűnik a két lány túlzott vonzódása és különös viselkedése, megpróbálják szétválasztani őket, de ők ezt minden eszközzel megakadályozzák – akár gyilkossággal is!

## Hatás
A sok szempontból megdöbbentő filmet méltán tartják Jackson későbbi nagy sikerű filmtrilógiája, A Gyűrűk Ura méltó előzményének, hiszen hátborzongató fantáziafiguráinak megteremtése ragyogó alapot nyújtott Jackson későbbi, e filmtechnikán alapuló mozimonstruma számára.
A film, amely a megtörtént új-zélandi Parker-Hulme gyilkosság alapján készült, több filmes honlap toplistáján tölt be előkelő helyet, ezenkívül szerepel az 1001 film, amit látnod kell, mielőtt meghalsz című könyv listáján.
A film bemutatása után több információ kiszivárgott az igazi Juliet Hulme hollétével kapcsolatosan. Kiderült, hogy Hulme börtönbüntetését követően egy időre visszavonult a nyilvánosságtól, majd Anne Perry álnéven bestseller regényeket írt. Oprah Winfrey ezután megpróbálta műsorába invitálni az írónőt, aki nyílt levélben utasította el a felkérést, közölve, hogy soha nem látta, és a jövőben nem is kívánja megtekinteni a róla és barátnőjéről készült filmet.

## Forgatás
A film – néhány apró részlettől eltekintve az eredeti helyszíneken készült.
Pauline Parker szerepére a filmkészítők tehetségkutatást végeztek egész Új-Zéland területén, mígnem ráakadtak a tökéletes alteregóra Melanie Lynskey személyében. Kate Winslet több mint 175 jelentkező közül kapta meg Juliet Hulme szerepét.
Mindkettejüknek ez volt az első filmszerepe.
A forgatási naplók tanúsága szerint a két színésznő annyira átélte a szerepét, hogy munkán kívül is az igazi Parker-Hulme-páros bizonyos viselkedési jellegzetességeit vitték tovább különböző rituálék és „játékok” szervezésével. Kate Winslet saját elmondása szerint annyira átlényegült a szerepére, hogy a forgatás befejeztét követően több hónapig tartó otthoni pihenőkúrára szorult.

## Szereplők
- Melanie Lynskey
- Kate Winslet
- Sarah Peirse
- Diana Kent